# Raggsandbi
Raggsandbi (Andrena gallica) är en biart som beskrevs av Otto Schmiedeknecht 1883. Den ingår i släktet sandbin och familjen grävbin. Enligt den svenska rödlistan är arten nationellt utdöd i Sverige. Inga underarter finns listade.

## Beskrivning
Ett tämligen stort bi, honan blir 14 till 16 mm lång, hanen 12 till 13 mm. Honan har kraftig, brandgul päls på mellankroppen, medan hanen har svagare, brunröd. Honan har dessutom kraftigt behårade pollenkorgar på baklåren.

## Ekologi
Raggsandbiet kan leva i många olika habitat, gärna öppna sådana som floddalar, bergsängar, torra bergssluttningar och skogsgläntor. Som alla sandbin är arten solitär, honan sörjer ensam för vården om avkomman. Larvbona gräver hon ut i hård sand, antingen ensam, eller i kolonier tillsammans med andra honor. Det förekommer att bona parasiteras av gökbina Nomada italica och majgökbi, vars honor lägger ägg i larvcellerna, ett i varje. Den resulterande larven dödar värdägget eller -larven, och lever sedan på den insamlade näringen.
Arten har två generationer per år: En som flyger från april till maj, och en som flyger från juli till augusti.
Biet är polylektiskt, det flyger till blommande växter från flera olika familjer som rosväxter, ranunkelväxter, kransblommiga växter (salvia och plisterarter), korgblommiga växter (maskros och hästhov, på sensommaren även väddklint och tistlar), väddväxter (fältvädd), fackelblomsväxter, flockblommiga växter, ärtväxter, korsblommiga växter, videväxter, näveväxter, liljeväxter, vänderotsväxter, strävbladiga växter (blåeld), klockväxter (blåmunkar) samt ljungväxter (ljung).

## Utbredning
Arten förekommer i Sydeuropa samt, mera sällsynt, i Mellaneuropa. Nordgränsen sträcker sig från Frankrike till södra Polen, sydgränsen går vid Nordafrika. Österut når arten Kaukasus och södra Sibirien.
I Sverige har den tidigare funnits i Ravlunda nära Simrishamn, men har inte setts där sedan 1933. Troligaste orsaken till tillbakagången antas vara klimatförändringar.
I Finland saknas arten helt.